# Szlak boczny we Wrocławiu
Szlak boczny we Wrocławiu – śródlądowa droga wodna prowadząca przez Wrocław, stanowiąca alternatywę dla Wrocławskiego Szlaku Głównego, jako boczne odgałęzienie Odrzańskiej Drogi Wodnej  . Szlak boczny jest elementem Wrocławskiego Węzła Wodnego – jednym z trzech szlaków wodnych prowadzących przez miasto , a jedną z dwóch dróg wodnych  . Zasadnicza część tego szlaku powstała w latach 1892–1897 w ramach inwestycji z zakresu hydrotechniki, tzw. pierwszej kanalizacji Odry we Wrocławiu . Pozostałe odcinki i elementy drogi wodnej powstały bądź wcześniej, np. przekop z lat 1530-1555 , bądź później, np. Kanał Opatowicki wraz ze Śluzą Opatowice z lat 1913-1917 wybudowanych w ramach innej, dużej inwestycji hydrotechnicznej, tzw. drugiej kanalizacji Odry we Wrocławiu. Zgodnie z aktualnie obowiązującymi w Polsce kryteriami ta droga wodna zaliczana jest do II klasy dróg wodnych  . Ma 13,10 km długości , z czego 7,1 km to szlak ukształtowany podczas pierwszej kanalizacji rzeki. Zaczyna się w 243,50 km rzeki Odra, a kończy w 10,10 km Wrocławskiego Szlaku Głównego . Swój początek bierze w Bartoszowicko-Opatowickim Węźle Wodnym, gdzie od głównego koryta Odry następuje rozwidlenie Kanału Opatowickiego, w biegu którego położona jest Śluza Opatowicka. Następnie prowadzi przekopem Opatowickim (Przekop Bartoszowicko-Szczytnicki) do Szczytnickiego Węzła Wodnego, gdzie oddziela się od szlaku śródmiejskiego i prowadzi przez Przekop Szczytnicki, ze Śluzą Szczytniki, dalej Starą Odrą i Kanałem Miejskim, przez Śluzę Miejską. Końcowy odcinek prowadzi ponownie Starą Odrą do połączenia tego ramienia rzeki z Kanałem Różanka, będącego elementem głównej drogi wodnej  .

## Historia

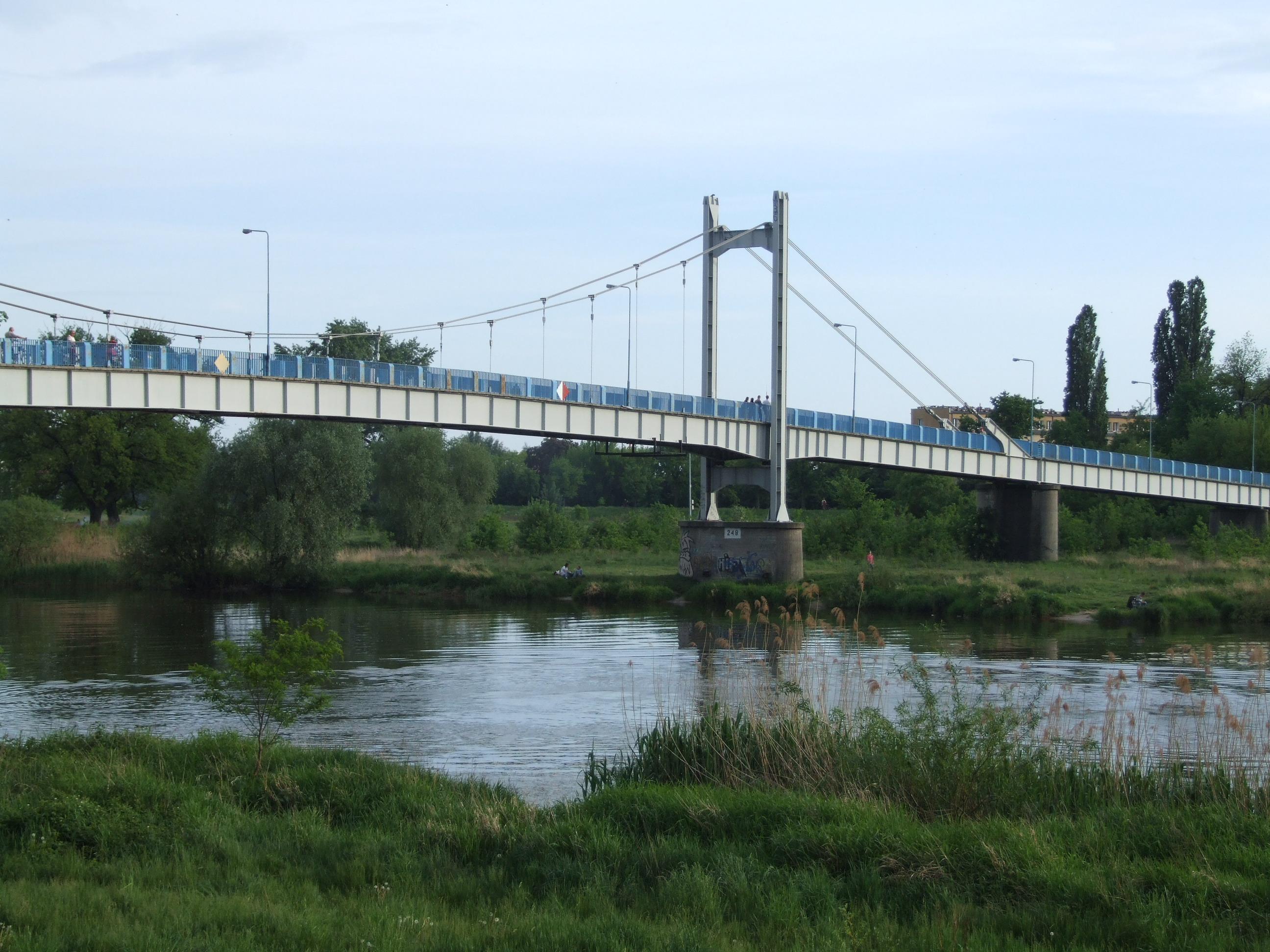
Odra (przekop), Kładka Zwierzyniecka.

Wrocławski szlak boczny w zasadniczej części powstał podczas tzw. pierwszej kanalizacji Odry we Wrocławiu w latach 1892-1897, w ramach budowy drogi wodnej omijającej centrum miasta . Jednak oprócz odcinka szlaku ukształtowanego podczas tej inwestycji, obejmuje on także odcinki ukształtowane wcześniej , oraz przekształcone później. 

### Przekop Odry
Pierwszy odcinek tej drogi wodnej powstał w latach 1530–1555 jako przekop Odry. Jego budowa nie wiązała się oczywiście w żaden sposób z budową szlaku omijającego centrum miasta. Wręcz przeciwnie – podjęta inwestycja miała na celu skierowanie wód Odry w kierunku Starego Miasta, z ograniczeniem zasilania w wodę silnie meandrującego ramienia tej rzeki, tzw. Odry Swojczyckiej. Próby takiego ukształtowania koryt rzeki podejmowano kilkukrotnie już wcześniej. Obejmowały budowę następujących przekopów  :
- 1494
- 1494–1495 (1496)
- 1530-1555: najbardziej na południe wykonany przekop, z odpowiednio ukształtowanym odpływem z dawnego koryta rzeki w postaci łagodnego zakola.

Lecz dopiero ostatnia z inwestycji z lat 1530-1555 okazała się skuteczna i nowe koryto do dziś stanowi główną odnogę rzeki   (Odra Miejska ), biegnącą od Bartoszowicko-Opatowickiego Węzła Wodnego do Szczytnickiego Węzła Wodnego (Przekop Bartoszowicko-Szczytnicki, Przekop Opatowicki), gdzie rozdziela się na Odrę Główną (Odrę Górną) i Odrę Starą, choć jego bieg nie jest identyczny z wykonanym przekopem, lecz lekko meandruje, a przed dalszą erozją tereny przyległe zabezpieczone są odpowiednimi budowlami regulacyjnymi, tj. umocnieniami brzegowymi i tamami (ostrogami) .

### Pierwsza kanalizacja Odry we Wrocławiu

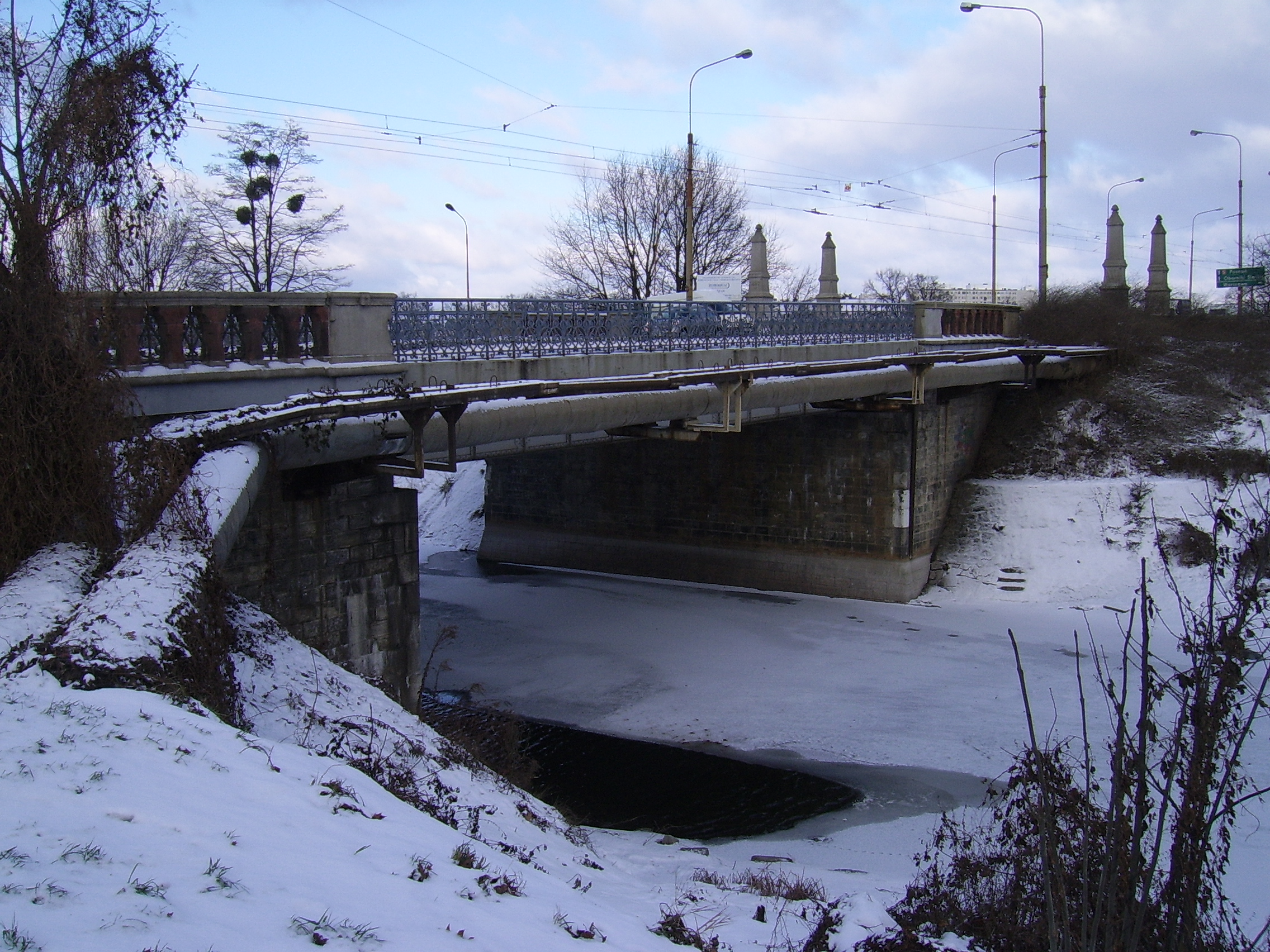
Kanał Miejski, Most Osobowicki południowy.

Przed powstaniem tej drogi wodnej, dzięki wykonaniu wyżej opisanego przekopu, transport wodny w mieście prowadził przez Śródmiejski Węzeł Wodny. Jednak znaczny wzrost potrzeb transportowych, który ujawnił się szczególnie pod koniec XIX w., w tym między innymi węgla z Górnego Śląska, a także potrzeba stosowania jednostek pływających o większych gabarytach i ładowności spowodowały, iż podjęto decyzję o budowie nowej drogi wodnej. Inwestycję tę zrealizowano w latach 1892–1897, a nowa droga wodna wykorzystując w początkowym biegu przekop z lat 1530-1555, a w zasadniczej części nowo ukształtowane cieki wodne, tj. Przekop Szczytnicki, Starą Odrę i Kanał Miejski, stała się główną drogą prowadzącą przez miasto , dzięki której żeglugę transportową wyprowadzono poza centrum miasta. Ówcześnie w odniesieniu do tej drogi wodnej stosowano nazwę Droga Wielkiej Żeglugi , później Wrocławski Szlak Miejski  . W ramach inwestycji wybudowano w biegu tej drogi wodnej oprócz kanałów żeglugowych, także stopnie wodne: Stopień wodny Szczytniki oraz Stopień Wodny Psie Pole.

### Druga kanalizacja Odry we Wrocławiu

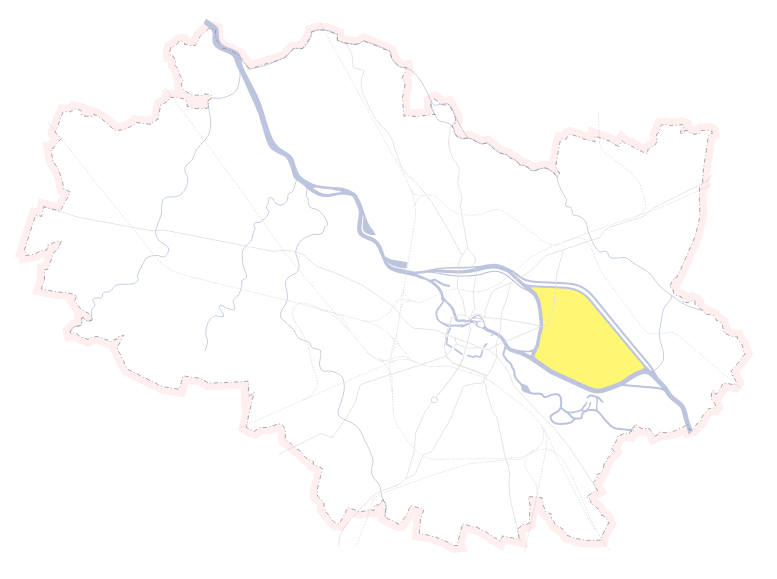
Wielka Wyspa (i na południowy wschód od niej, znacznie mniejsza Wyspa Opatowicka).

Stosunkowo szybko okazało się jednak, że nowa droga wodna również nie jest w stanie zapewnić właściwej przepustowości, w związku z czym podjęto decyzję i zrealizowano nową inwestycję budując znacznie nowocześniejszą drogę wodną. Nowa inwestycja, tzw. druga kanalizacja Odry we Wrocławiu, przeprowadzona w latach 1913–1917, stworzyła współczesną, główną drogę wodną oraz nowy system zabezpieczenia miasta przed powodzią, a dotychczas eksploatowany szlak wodny stał się szlakiem bocznym, którego znaczenie transportowe znacznie zmalało. Sama zaś dotychczasowa droga wodna wykorzystywana była między innymi jako zimowisko lub miejsce cumowania jednostek podczas wezbrań, w obrębie zabezpieczonego bramami powodziowymi Kanału Miejskiego, oraz jako kanał portowy dla kilku nabrzeży powstałych na jego brzegach. Nowa inwestycja miała także wpływ na obecny kształt szlaku bocznego. W wyniku jej realizacji powstał Bartoszowicko-Opatowicki Węzeł Wodny, w którym od dotychczasowego szlaku wodnego odchodził nowy, obecnie główny szlak transportowy. Natomiast w biegu starej drogi wodnej (obecnego szlaku bocznego) w ramach tej inwestycji zbudowano Kanał Opatowicki wraz ze Śluzą Opatowice w Bartoszowicko-Opatowickim Węźle Wodnym i piętrzący wody razem z Jazem Bartoszowice, Jaz Opatowice zlokalizowany w początkowym biegu dawnego przekopu Odry. Wybudowanie nowych kanałów wodnych na północnym zachodzie Wrocławia spowodowało utworzenie tzw. Wielkiej Wyspy, która od południa i zachodu otoczona jest wodami szlaku bocznego, a od północy i północnego wschodu wodami Kanału Powodziowego. Powierzchnia odciętego obszaru wynosi około 11 km². Budowa zaś Kanału Opatowickiego, będącego kanałem żeglugowym skracającym, spowodowała powstanie Wyspy Opatowickiej, od południa otoczonej wodami tego kanału, a ze wschodu, północy i zachodu, otoczona wodami Odry i jej przekopu z lat 1530-1555. Powierzchnia tak powstałej wyspy wynosi 0,4 km².

## Znaczenie szlaku

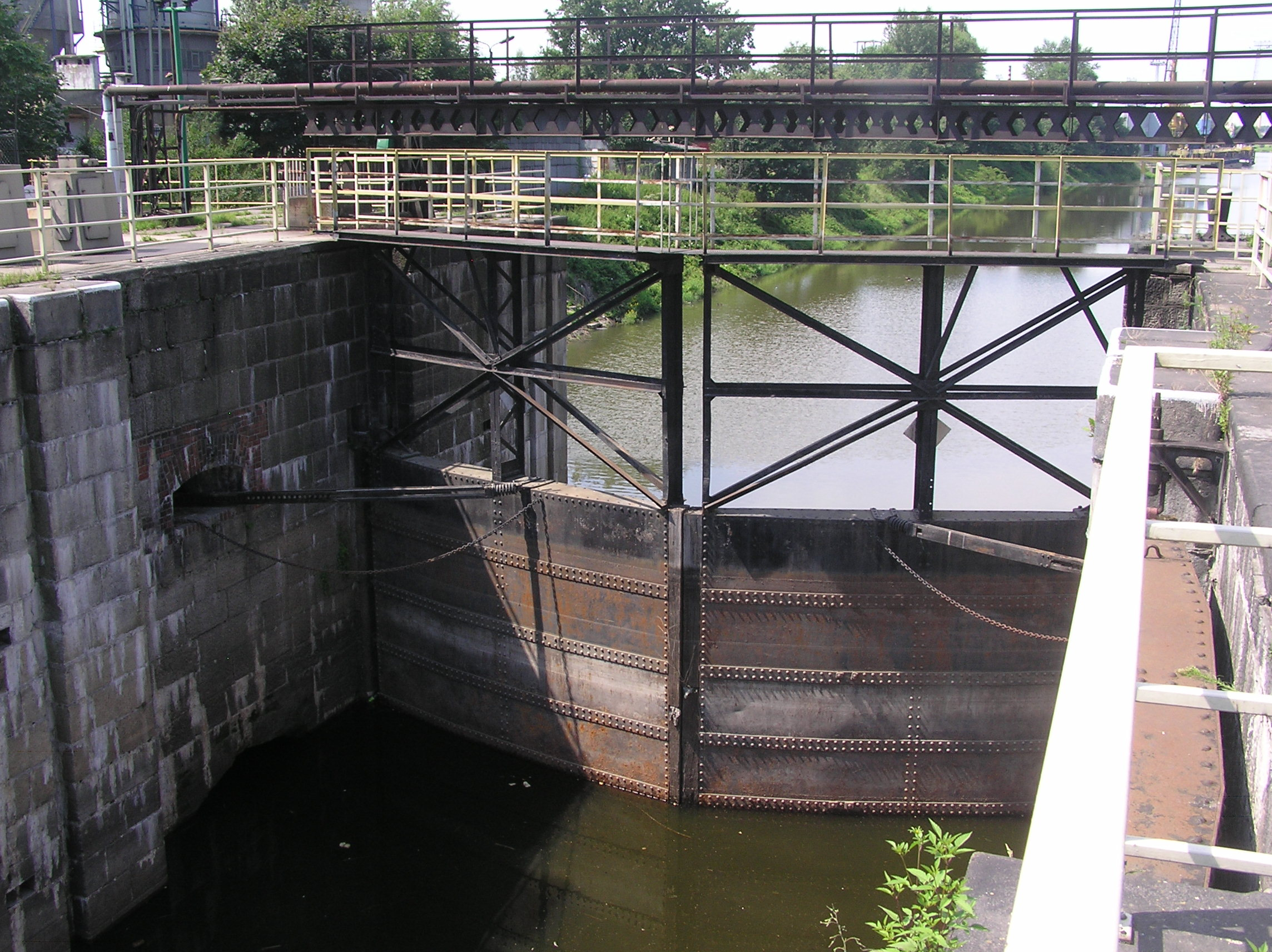
Wrota powodziowe przy Śluzie Miejskiej.

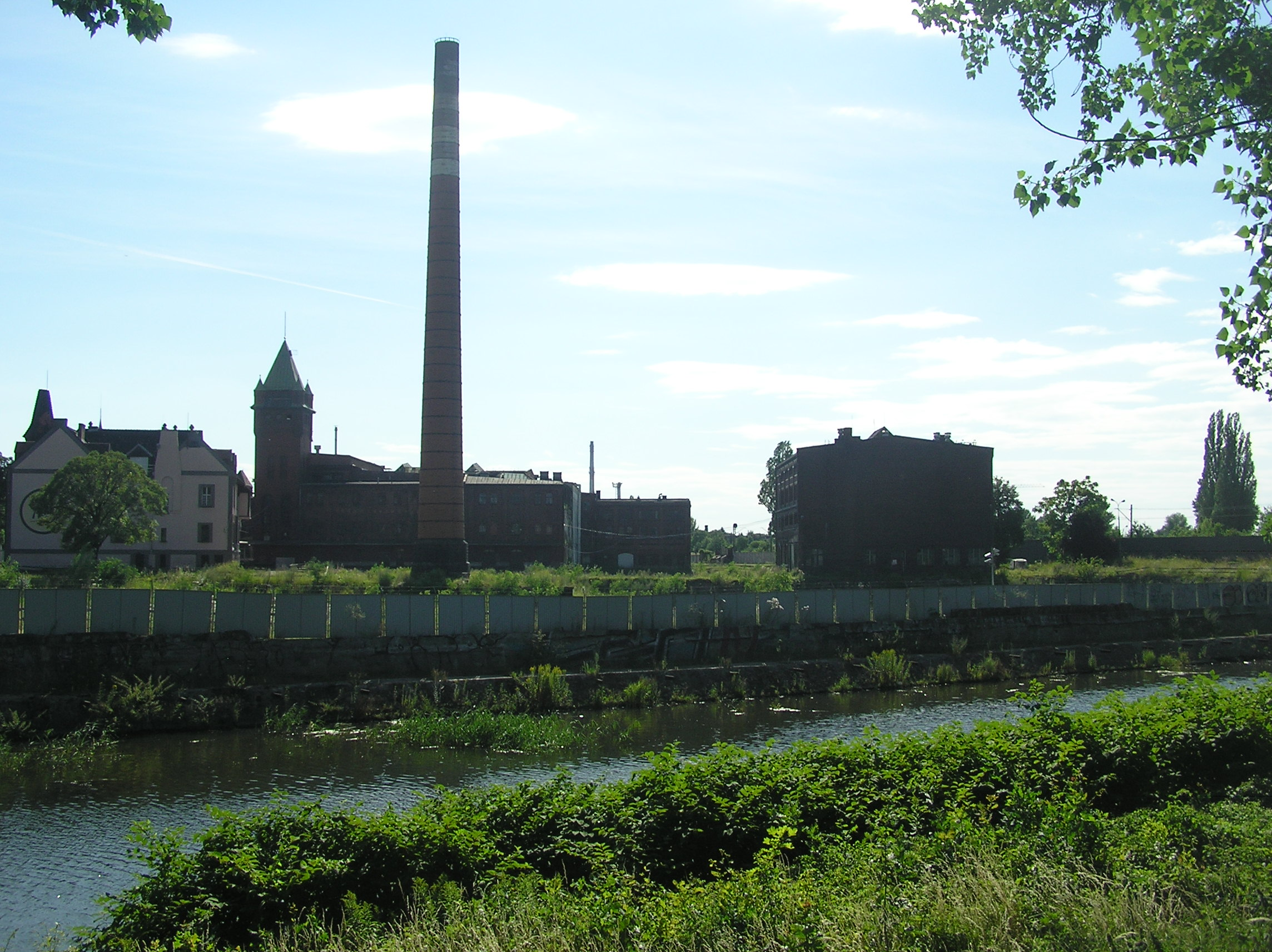
Zamknięte nabrzeże browaru.

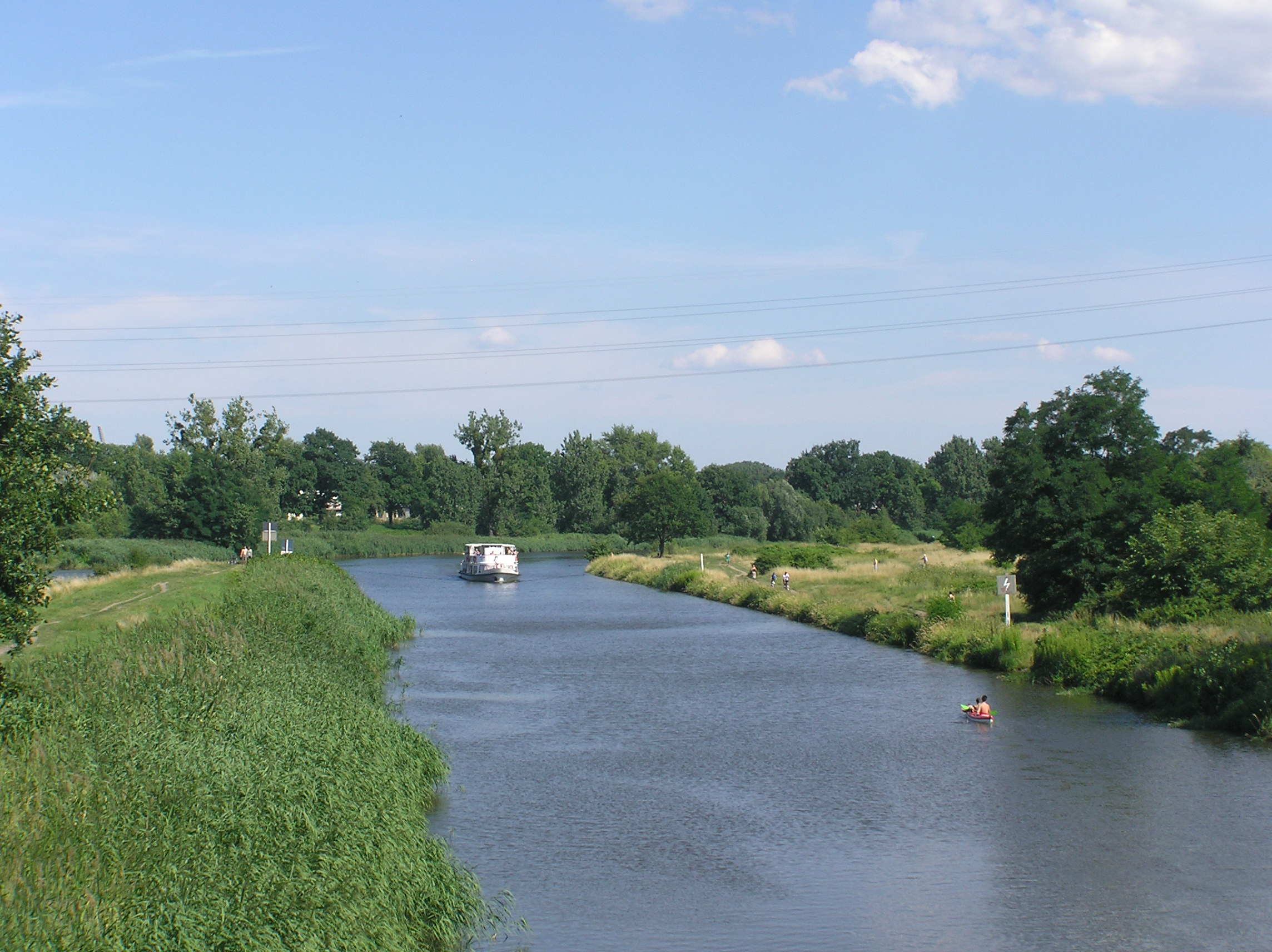
Żegluga białej floty i wykorzystanie rekreacyjne Kanału Miejskiego.

Przed powstaniem szlaku żegluga, w tym transport wodny, prowadzony był przez Śródmiejski Węzeł Wodny. Po jego ukończeniu i oddaniu do eksploatacji, szlak ten stał się głównym szlakiem żeglugowym, umożliwiając prowadzenie transportu z pominięciem centrum miasta, przy znacznie lepszych parametrach żeglugowych drogi wodnej. Nowa droga wodna dawała też możliwość eksploatacji większych jednostek wodnych o większej ładowności. Drogę tę zbudowano w okresie intensywnego rozwoju gospodarczego, w tym przemysłowego, a co za tym idzie w okresie o intensywnym rozwoju transportu. Rozwój ten dotyczył także potrzeb w zakresie transportu wodnego . Z tego względu szybko okazało się, że nowa droga przestaje spełniać pokładane w niej oczekiwania. 
W kolejnej inwestycji zbudowano nową drogę wodną o znacznie lepszych parametrach, która stała się główną drogą wodną. Ta nowa inwestycja sprawiła, że dotychczas główny transportowy szlak wodny, o znacznie gorszych parametrach żeglugowych, głównie pod względem wymiarów śluz komorowych, ale też i innych, stał się szlakiem bocznym, o znikomym znaczeniu dla transportu towarowego. Stał się natomiast miejscem budowy nabrzeży przy zakładach przemysłowych oraz miejscem postoju lub zimowania jednostek pływających. Innym sposobem na jego wykorzystanie było także uruchomienie tramwajów wodnych oraz wycieczkowej żeglugi pasażerskiej.
Po zakończeniu wojny, przejęciu Wrocławia przez polską administrację oraz przejęciu w administrowanie samej Odry i to ograniczone znaczenie szlaku wodnego stopniowo zanikało. W początkowym okresie istniały jeszcze i funkcjonowały tramwaje wodne, oraz żegluga białej floty. W kolejnych latach następowała likwidacja zarówno tramwajów wodnych jak i transportu towarowego. Zamykano kolejne nabrzeża położone przy szlaku, zrezygnowano z funkcji zimowiska dla jednostek pływających, ograniczano obsługę śluz i możliwość śluzowania.
Współcześnie znaczenie tego szlaku praktycznie ogranicza się do żeglugi wycieczkowej białej floty oraz wykorzystania rekreacyjnego dla małych jednostek pływających jak np. kajaki. Jedynym wyjątkiem jest dolny, końcowy odcinek szlaku, przy którym położona jest Przeładownia Elektrociepłowni Wrocław. Natomiast rozpoczęte w 2013 r. inwestycje hydrotechniczne ukierunkowane są na wykorzystanie odcinka tego szlaku od przekopu Odry, do przeprowadzenia wód powodziowych, łącznie z Kanałem Miejskim , co praktycznie wyklucza odtworzenie pierwotnej, żeglugowej funkcji kanału, czyniąc istniejącą żeglugową infrastrukturę hydrotechniczną oraz istniejące na kanale bramy powodziowe bezużytecznymi. Część środowiska związanego z hydrotechniką i żeglugą krytykuje ten kierunek działań.
Systematycznie jednak zwiększa się jej znaczenie w zakresie żeglugi turystycznej i rekreacyjnej. Powstają nowe przystanie i wypożyczalnie sprzętu wodnego umożliwiające aktywny wypoczynek. Powstają różnorodne projekty oraz plany i opracowania zmierzające do wykorzystania istniejących akwenów, dotychczas mało dostępnych. Ma to swoje odzwierciedlenie w polityce władz miasta, w szczególności w uchwalanych miejscowych planach zagospodarowania przestrzennego.
Zarówno przekop Odry jak i Stara Odra wykorzystywane są jak trasy wycieczkowe dla statków białej floty. Przystań Zwierzyniecka położona przy Starej Odrze, zlokalizowana w pobliżu Ogrodu Zoologicznego (ul. Zygmunta Wróblewskiego 1), działa od 1963 r. i jest jedną z bardziej popularnych przystani białej floty. W 2005 r. przy brzegu koryta przekopu Odry reaktywowano założoną w 1906 roku przystań ZOO (obok wejścia tylnego do ogrodu, tzw. Brama Japońska)   .

## Współczesność

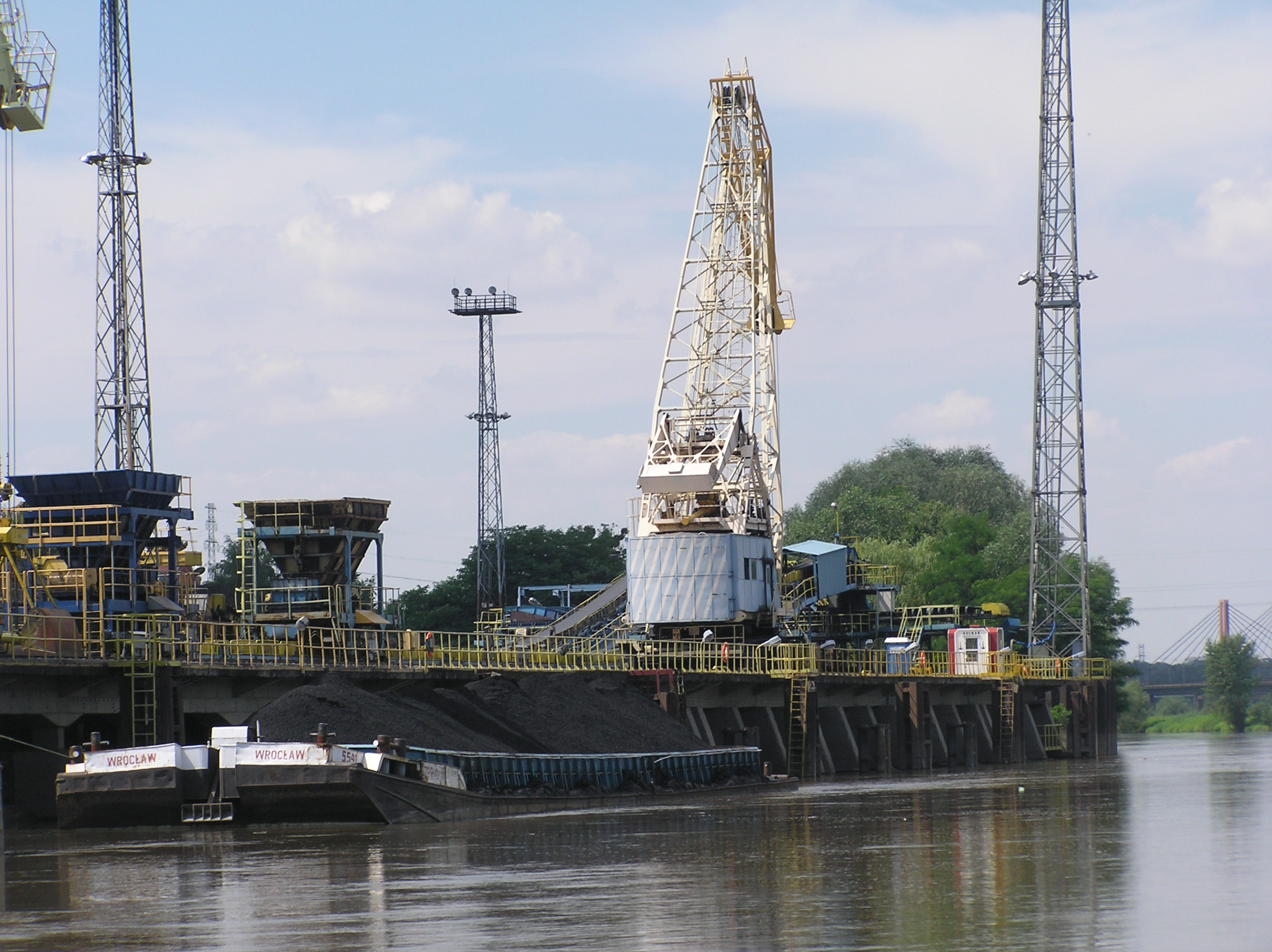
Kanał Miejski, Przeładownia Elektrociepłowni Wrocław.

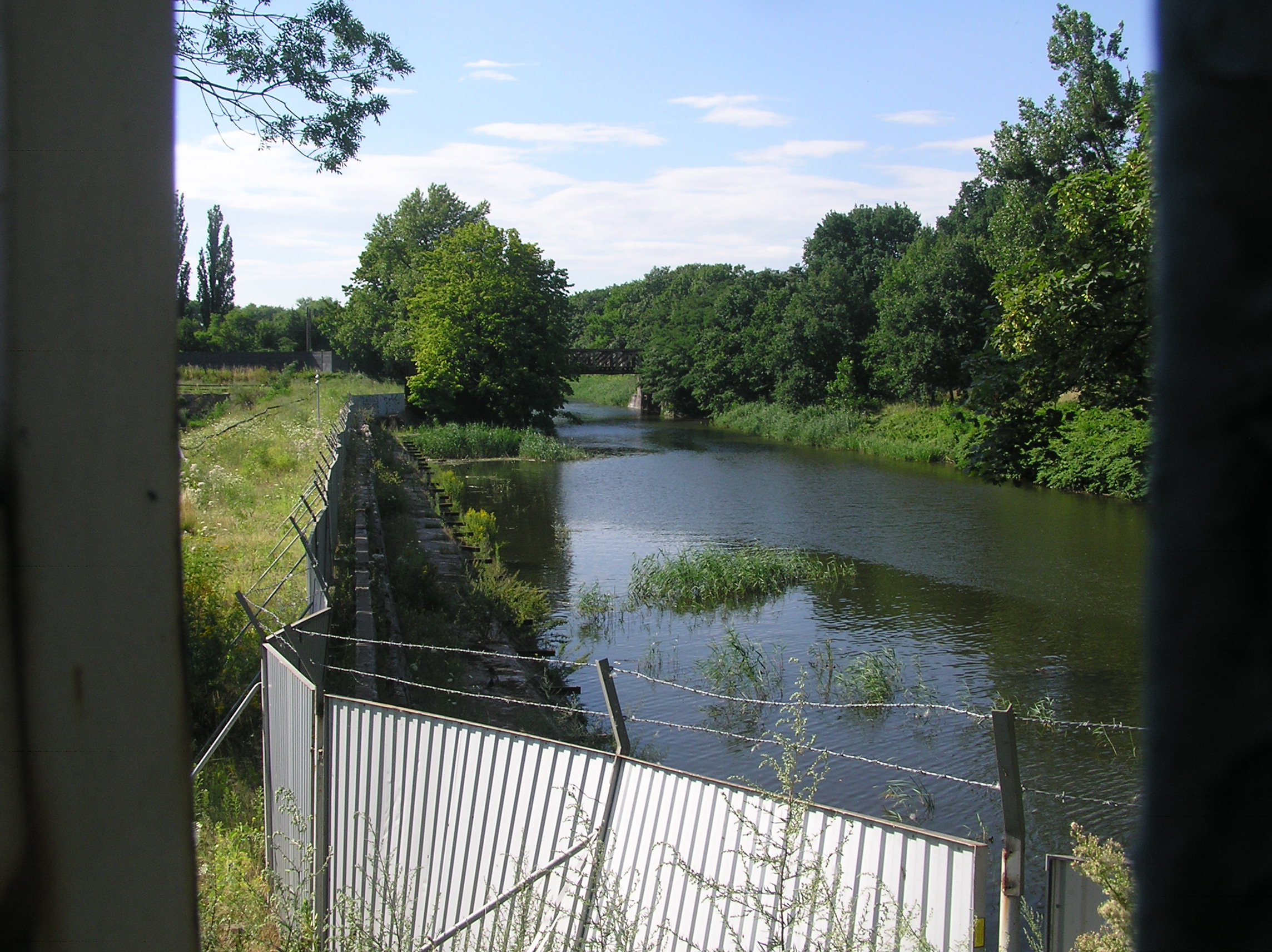
Kanał Miejski, Nabrzeże Browaru Piastowskiego.

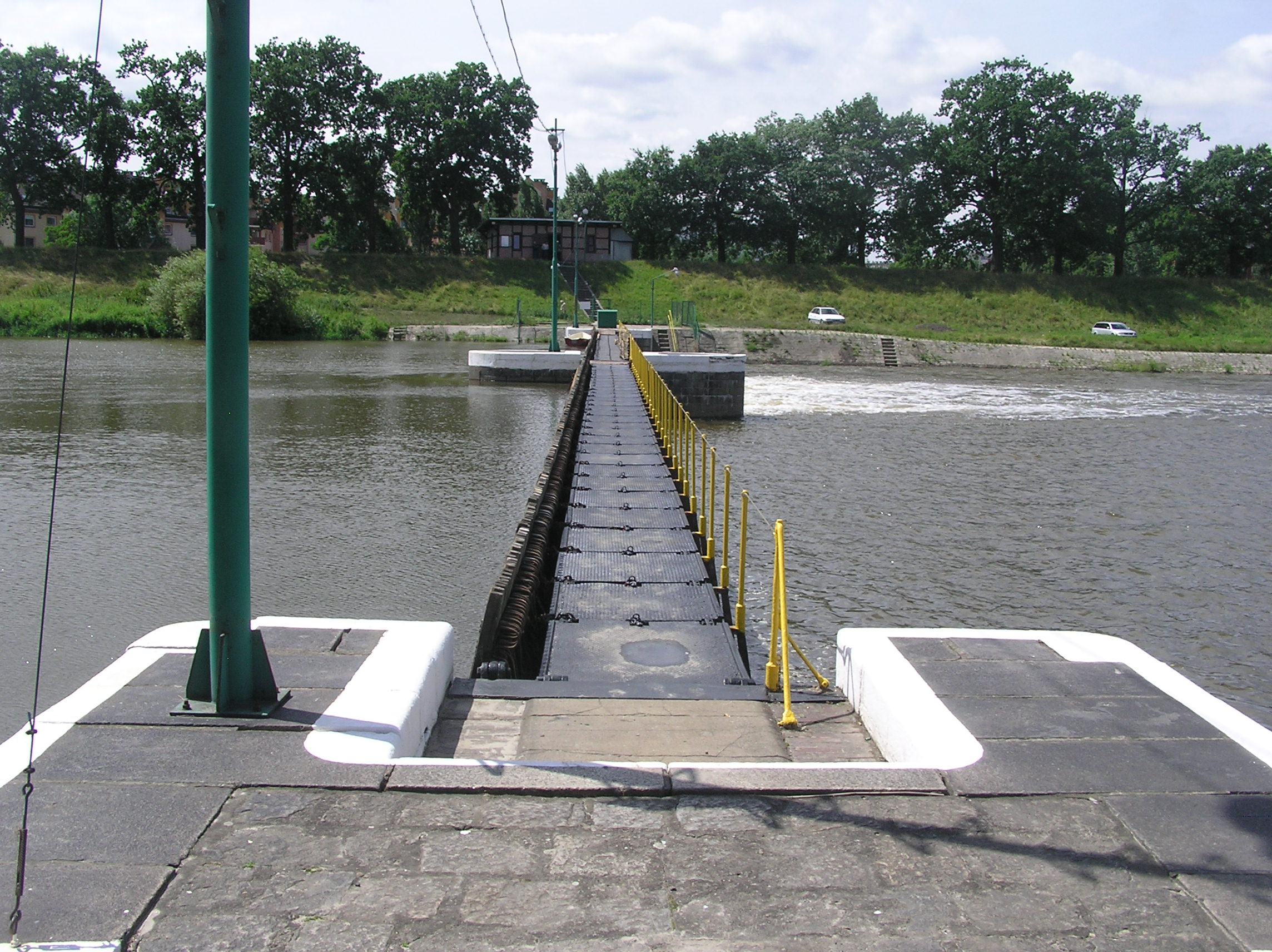
Jaz Psie Pole. Różnica poziomów wody w stanowiskach dolnym i górnym.

Jak wyżej zaznaczono szlak boczny we Wrocławiu nie ma współcześnie znaczenia transportowego. Parametry żeglugowe zarówno cieków wodnych jak i śluz żeglugowych są zdecydowanie zbyt małe, aby ta droga wodna mogła mieć istotne znaczenie dla współczesnego, towarowego transportu wodnego.  
Ulega jednak degradacji istniejąca tu jeszcze infrastruktura związana z transportem wodnym. Poszczególne nabrzeża zostały wyłączone lub są wyłączane z eksploatacji, zamykane i pozostają niewykorzystane. W najlepszym razie traktowane są jako ubezpieczenie brzegu lub zalążek do ewentualnego powstania przyszłych przystani żeglarskich.
Od powstania tego szlaku wodnego obiekty hydrotechniczne i inne, związane z drogą wodną, podlegały zmianom polegającym na remontach i ich przebudowie lub modernizacji, a także odbudowie po katastrofalnych powodziach w wyniku których część z nich ulegała zniszczeniu bądź awarii. W 1979 r. przebudowano Jaz Szczytniki podnosząc poziom piętrzenia o blisko 1 m w stanowisku górnym Śluzy Szczytniki. Zmianie podlegały także między innymi napędy zamknięć w śluzach, np. dla Śluzy Szczytniki wykonano elektryczny napęd zamknięć w latach 70. XX wieku. Powódź tysiąclecia, która miała miejsce w 1997 r. spowodowała uszkodzenia i awarie wielu budowli i urządzeń hydrotechnicznych. Po tym wydarzeniu prowadzono wiele robót naprawczych i remontowych, ale i także budowano nowe elementy infrastruktury. Przykładem przeprowadzonej modernizacji jest natomiast wyposażenie Jazu Szczytniki, który pierwotnie był jazem stałym , w zamknięcia powłokowe umożliwiające regulację przepływu wody i jej rozdziału na Starą Odrę i Odrę Miejską . W latach 70 XX wieku wybudowano nowy Jaz Opatowicki, jaz segmentowy, natomiast stary jaz kozłowo-iglicowy położony nieco powyżej nowego został wyłączony z eksploatacji. Zachowany został natomiast ostatni czynny na Odrze jaz kozłowo-iglicowy, tj. Jaz Psie Pole, który reguluje poziom wody w stanowisku górnym Śluzy Miejskiej . Inne tego typu jazy na rzece w ramach modernizacji były sukcesywnie w drugiej połowie XX wieku przebudowywane na jazy sektorowe.
Zmianom ulegały także przeprawy nad korytami i kanałami, którymi prowadzi szlak boczny. Dotyczy to zarówno istotnej przebudowy części mostów, np. Most Warszawski nad Kanałem Miejskim, którego przęsło przeniesione zostało w 1928 r. nad Oławę – Most Rakowiecki, Most Trzebnicki Południowy, jak i remontów, czy też rozbudowy wybranych mostów, np. Most Szczytnicki. Z nowych mostów powstała jedynie nowa nitka w zespole Mostów Warszawskich.
Podnoszone są również postulaty zachowania dorobku technicznego powstałego między innymi w obrębie szlaku bocznego we Wrocławiu między innymi poprzez objęcie zachowanych do dzisiaj obiektów ochroną, w tym w odniesieniu do Stopnia wodnego Szczytniki, który to zespół obiektów, obejmujący około 30 000 m², zachował do dziś kształt i zasadę działania, nadane mu w okresie budowy, a późniejsze zmiany są stosunkowo niewielkie. Postulaty te obejmują między innymi konieczność zachowania także przy remontach obiektów dotychczasowych kształtów i zasad ich działania, oraz udostępnienia turystycznie budowli hydrotechnicznych i Wyspy Szczytnickiej.
Do obiektów związanych ze szlakiem bocznym, które już zostały objęte taką ochroną, należą:
- budowle hydrotechniczne, pomocnicze i budynki: Stopień Wodny Psie Pole, nr rej.: A/5863 z 8.03.2013 r.[64]
- mosty przerzucone nad szlakiem bocznym:
  - Most Osobowicki Południowy, nr rej.: A/1643/331/Wm z 15.10.1976 r.[65]
  - Most Osobowicki Północny, nr rej.: A/1642/337/Wm z 15.10.1976 r.[65]
  - Most Trzebnicki Południowy, nr rej.: A/1645/335/Wm z 15.10.1976 r.[65]
  - Most Trzebnicki Północny, nr rej.: A/1644/336/Wm z 15.10.1976 r.[65]
  - Most Zwierzyniecki, nr rej.: A/1646/334/Wm z 15.10.1976 r.[65].

Obszary otoczone wodami tej drogi wodnej i głównej drogi wodnej, tj. obszary Wielkiej Wyspy, Wyspy Opatowickiej i grobli rozdzielającej Kanał Żeglugowy od Kanału Powodziowego, chronione są w formie zespołu przyrodniczo-krajobrazowego, tj. Szczytnickiego Zespołu Przyrodniczo-Krajobrazowego. Ochrona obejmuje również samą Odrę uznawaną jako główny korytarz ekologiczny.
Współcześnie szlak boczny, podobnie jak i cały Wrocławski Węzeł Wodny, zgodnie z zasięgiem działania, podlega zarządowi Regionalnego Zarządu Gospodarki Wodnej we Wrocławiu  .

## Cieki wodne
Ta droga wodna, jako szlak boczny Odrzańskiej Drogi Wodnej, prowadzi ramionami i kanałami Odry, których obecny kształt, jak wynika z powyższego, znacznie odbiega od pierwotnego, współcześnie zatartego wskutek licznych robót hydrotechnicznych. Obejmuje następujące cieki wodne Odry: Kanał Opatowicki, Odrę (przekop), Przekop Szczytnicki, Starą Odrę, równoległy do niej Kanał Miejski i znów Starą Odrę.
Podsumowując szlak boczny prowadzi następującymi odcinkami i ramionami rzeki Odra oraz kanałami wodnymi:
| nazwa cieku                                                           | długość [km]                                                    | długość [km]                                                    | inwestycja                                                      | śluza/stanowisko | foto |
| nazwa cieku                                                           | cieku                                                           | szlaku                                                          | inwestycja                                                      | śluza/stanowisko | foto |
| --------------------------------------------------------------------- | --------------------------------------------------------------- | --------------------------------------------------------------- | --------------------------------------------------------------- | ---------------- | ---- |
| Odra – bifurkacja Kanału Opatowickiego początek szlaku bocznego       | Odra – bifurkacja Kanału Opatowickiego początek szlaku bocznego | Odra – bifurkacja Kanału Opatowickiego początek szlaku bocznego | Odra – bifurkacja Kanału Opatowickiego początek szlaku bocznego | 8,40 km          |      |
| Kanał Opatowicki                                                      | 2,6                                                             | 2,6                                                             | druga kanalizacja                                               | 8,40 km          |      |
| Kanał Opatowicki                                                      | 2,6                                                             | 2,6                                                             | druga kanalizacja                                               | Śluza Opatowice  |      |
| Kanał Opatowicki                                                      | 2,6                                                             | 2,6                                                             | druga kanalizacja                                               | 5,60 km          |      |
| Odra                                                                  |                                                                 |                                                                 | przekop 1530-1555                                               |                  |      |
| Przekop Szczytnicki                                                   |                                                                 |                                                                 | pierwsza kanalizacja                                            |                  |      |
| Przekop Szczytnicki                                                   | Śluza Szczytniki                                                |                                                                 | pierwsza kanalizacja                                            |                  |      |
| Przekop Szczytnicki                                                   | 6,70 km                                                         |                                                                 | pierwsza kanalizacja                                            |                  |      |
| Stara Odra                                                            | 7,2                                                             | 4,0                                                             | pierwsza kanalizacja                                            |                  |      |
| Kanał Miejski                                                         |                                                                 |                                                                 | pierwsza kanalizacja                                            |                  |      |
| Kanał Miejski                                                         | Śluza Miejska                                                   |                                                                 | pierwsza kanalizacja                                            |                  |      |
| Kanał Miejski                                                         | 6,60 km                                                         |                                                                 | pierwsza kanalizacja                                            |                  |      |
| Stara Odra                                                            | jw.                                                             | jw.                                                             | jw.                                                             |                  |      |
| koniec szlaku bocznego Stara Odra – ujście Kanału Różanka; dalej Odra |                                                                 |                                                                 |                                                                 |                  |      |

## Stanowiska i budowle piętrzące
Zarówno szlak boczny, jak i cały Wrocławski Węzeł Wodny, znajdują się w obrębie skanalizowanego odcinka Odry. Oznacza to, że każde stanowisko znajduje się w zasięgu oddziaływania określonego stopnia wodnego (lub zespołu stopni wodnych), którego budowa determinuje powstanie zbiornika przepływowego o stałym poziomie piętrzenia (z wyłączeniem stanów ekstremalnych), dzięki zastosowaniu jazów z zamknięciami. Zbiorniki takie obejmują w sposób ciągły koryto rzeki, dzięki czemu dana rzeka nadaje się do żeglugi śródlądowej, a parametry drogi wodnej są znacząco lepsze od rzeki swobodnie płynącej. Poszczególne stopnie wodne składają się z budowli piętrzących i innych niezbędnych obiektów hydrotechnicznych, zapewniając określone parametry dla danej drogi wodnej. W przypadku szlaku bocznego stopnie wodne składają się z jazu zlokalizowanego w korycie rzeki, utrzymującego odpowiedni poziom piętrzenia dla śluzy komorowej, położonej w kanale wodnym. Szlak boczny obejmuje następujące stanowiska, stopnie wodne i wchodzące w ich skład budowle piętrzące, utrzymujące odpowiedni poziom wody dla poszczególnych stanowisk.
| stanowisko                               | ww            | stopień wodny              | budowla piętrząca                    | ciek wodny          | szlak wodny             |
| ---------------------------------------- | ------------- | -------------------------- | ------------------------------------ | ------------------- | ----------------------- |
| Śluzy Janowice 8,40 km Śluza Opatowice   | BOWW          | Stopień Wodny Opatowice    | Śluza Opatowice                      | Kanał Opatowicki    | szlak boczny/szlak ŚWW  |
| Śluzy Janowice 8,40 km Śluza Opatowice   | BOWW          | Stopień Wodny Opatowice    | Jaz Opatowice                        | Przekop Odry        | n.d.                    |
| Śluzy Janowice 8,40 km Śluza Opatowice   | BOWW          | Stopień Wodny Bartoszowice | Śluza Bartoszowice                   | Kanał Żeglugowy     | Wrocławski Szlak Główny |
| Śluzy Janowice 8,40 km Śluza Opatowice   | BOWW          | Stopień Wodny Bartoszowice | Jaz Bartoszowice                     | Kanał Powodziowy    | n.d.                    |
| Śluza Opatowice 5,60 km Śluza Szczytniki | SzWW          | Stopień Wodny Szczytniki   | Śluza Szczytniki                     | Przekop Szczytnicki | szlak boczny            |
| Śluza Opatowice 5,60 km Śluza Szczytniki | SzWW          | Stopień Wodny Szczytniki   | Jaz Szczytniki                       | Stara Odra          | n.d.                    |
| Śluza Opatowice 5,60 km Śluza Szczytniki | ŚWW           | Piaskowy Stopień Wodny     | Śluza Piaskowa (w górę rzeki)        | Odra Południowa     | szlak ŚWW               |
| Śluza Opatowice 5,60 km Śluza Szczytniki | ŚWW           | Piaskowy Stopień Wodny     | Upust powodziowy Klary (w dół rzeki) | Odra Północna       | szlak ŚWW               |
| Śluza Opatowice 5,60 km Śluza Szczytniki | ŚWW           | Piaskowy Stopień Wodny     | Jaz św. Klary                        | Odra Północna       | n.d.                    |
| Śluza Opatowice 5,60 km Śluza Szczytniki | ŚWW           | Piaskowy Stopień Wodny     | rynny robocze Młynów św. Klary       | Upust Klary         | n.d.                    |
| Śluza Opatowice 5,60 km Śluza Szczytniki | ŚWW           | Piaskowy Stopień Wodny     | Młyn Maria i Feniks                  | Kanał Młyna Maria   | n.d.                    |
| Śluza Opatowice 5,60 km Śluza Szczytniki | ŚWW           | Piaskowy Stopień Wodny     | Jaz św. Macieja                      | Kanał Jazu Macieja  | n.d.                    |
| Śluza Opatowice 5,60 km Śluza Szczytniki | ŚWW           | Piaskowy Stopień Wodny     | Jaz św. Macieja                      | Odra Południowa     |                         |
| Śluza Szczytniki 6,70 km Śluza Miejska   |               | Stopień Wodny Psie Pole    | Śluza Miejska                        | Kanał Miejski       | szlak boczny            |
| Śluza Szczytniki 6,70 km Śluza Miejska   | Jaz Psie Pole | Stopień Wodny Psie Pole    | Stara Odra                           | n.d.                |                         |
| Śluza Miejska 6,60 km Śluzy Rędzin       |               | Stopień Wodny Rędzin       | Śluzy Rędzin                         | Przekop Rędzin      | Odrzańska Droga Wodna   |
| Śluza Miejska 6,60 km Śluzy Rędzin       | Jaz Rędzin    | Stopień Wodny Rędzin       | Odra                                 | n.d.                |                         |
| 1. 2. 3. 4.                              |               |                            |                                      |                     |                         |

## Mosty i przeprawy
Obecnie nad szlakiem bocznym przerzucone są przeprawy mostowe, obejmujące mosty kolejowe, drogowe (w tym drogowo-tramwajowe), oraz kładkę dla pieszych. Oprócz tej grupy przepraw są także przerzuty napowietrznej linii energetycznych oraz sieci gazowej . W przeszłości istniała także przeprawa promowa, w okolicach istniejącej dziś Kładki Zwierzynieckiej, a także most przy Śluzie Opatowice, łączący osiedle z wyspą . Po ciekach szlaku bocznego pływały także regularne połączenia pasażerskie tramwajów wodnych funkcjonujących niegdyś we Wrocławiu.
Współcześnie nad szlakiem bocznym przerzucone są następujące przeprawy mostowe :
| nazwa                                                     | ciek           | km           | rodzaj        | foto |
| --------------------------------------------------------- | -------------- | ------------ | ------------- | ---- |
| Kładka Zwierzyniecka                                      | Odra (przekop) | 249,000 Odry | kładka        |      |
| Most Zwierzyniecki nr rej.: A/1646/334/Wm z 15.10.1976 r. | Stara Odra     | 1,000        | most drogowy  |      |
| Most Szczytnicki                                          | Stara Odra     | 1,700        | most drogowy  |      |
| Most Burzowy                                              | Kanał Miejski  | 3,300        | most drogowy  |      |
| Most Warszawski                                           | Kanał Miejski  | 3,795        | most drogowy  |      |
| Most Warszawski                                           | Kanał Miejski  | 3,800        | most drogowy  |      |
| Most Oleśnicki (Warszawski)                               | Kanał Miejski  | 4,100        | most kolejowy |      |
| Most Trzebnicki nr rej.: A/1645/335/Wm z 15.10.1976 r.    | Kanał Miejski  | 5,400        | most drogowy  |      |
| Most Osobowicki nr rej.: A/1643/331/Wm z 15.10.1976 r.    | Kanał Miejski  | 6,000        | most drogowy  |      |

## Locja szlaku
| km                                         | ciek                                | brzeg                                                 | element szlaku | stanowisko                                                                                            | foto |
| ------------------------------------------ | ----------------------------------- | ----------------------------------------------------- | --- | --- | ---- |
| Śluzy Janowice                             |                                     |                                                       | | |      |
| Odra                                       | Odra                                | Odra                                                  | Odra | 8,4                                                                                                   |      |
| 0,0 km szlaku 243,5 km Odry                | Odra                                | początek szlaku bocznego bifurkacja: Kanał Opatowicki | | 8,4                                                                                                   |      |
| 1,0 szlaku (243,035 )                      | Kanał Opatowicki dł.: 2,6 km        | n.d.                                                  | Śluza Opatowice szerokość: 9,6m długość komory: 74,6m (66,85m) spad:2,00m                                                                                    | Śluza Opatowice szerokość: 9,6m długość komory: 74,6m (66,85m) spad:2,00m                             |      |
|                                            | Kanał Opatowicki dł.: 2,6 km        | prawy                                                 | dawana przystań białej floty | 5,6km                                                                                                 |      |
| 246,1                                      | Kanał Opatowicki dł.: 2,6 km        | prawy                                                 | ujście do Odry (przekopu) | 5,6km                                                                                                 |      |
| 247,300                                    | Odra (przekop z lat 1530-1555)      | n.d.                                                  | przewód wysokiego napięcia | 5,6km                                                                                                 |      |
| 247,8 Odry                                 | Odra (przekop z lat 1530-1555)      | prawy                                                 | zatoka, Przystań Stanica | 5,6km                                                                                                 |      |
| 247,8 Odry (247,850 )                      | Odra (przekop z lat 1530-1555)      | n.d.                                                  | przerzut gazociągu przęsło żeglowne: 50m prześwit: przy NPP: 15,90m przy NWŻ: 13,80m                                                                         | 5,6km                                                                                                 |      |
| 248,200                                    | Odra (przekop z lat 1530-1555)      | n.d.                                                  | przewód wysokiego napięcia | 5,6km                                                                                                 |      |
| 248,200                                    | Odra (przekop z lat 1530-1555)      | lewy                                                  | Przystań Rancho | 5,6km                                                                                                 |      |
| 249,000                                    | Odra (przekop z lat 1530-1555)      | n.d.                                                  | Kładka Zwierzyniecka przęsło żeglowne: 50m prześwit przy NPP: 9,05m przy NWŻ: 5,55m                                                                          | 5,6km                                                                                                 |      |
|                                            | Odra (przekop z lat 1530-1555)      | prawy                                                 | Przystań ZOO | 5,6km                                                                                                 |      |
|                                            | Odra Główna jej odcinek: Odra Górna | prawy                                                 | bifurkacja: Stara Odra | 5,6km                                                                                                 |      |
| 249.175 249,305                            | Odra Główna jej odcinek: Odra Górna | lewy                                                  | zatoka, przystanie Wodne Ochotnicze Pogotowie Ratunkowe – WOPR Ośrodek Sportów Wodnych AZS                                                                   | 5,6km                                                                                                 |      |
| 249.400                                    | Odra Główna jej odcinek: Odra Górna | prawy                                                 | przystań przy Wyspie Szczytnickiej Przystań klubowa „Relax” – LOK                                                                                            | 5,6km                                                                                                 |      |
| 249,550 249,750 249,800                    | Odra Główna jej odcinek: Odra Górna | lewy                                                  | zatoka, przystanie Przystań sportowa KS „Dolmel” Przystań – port sportowy i camping „Ślęza” Przystań „Wodnik”                                                | 5,6km                                                                                                 |      |
| 250,10                                     | Odra Główna jej odcinek: Odra Górna | prawy                                                 | bifurkacja: Przekop Szczytnicki | 5,6km                                                                                                 |      |
| 250,100                                    | Przekop Szczytnicki                 | lewy (przekop) prawy (Odra)                           | Przystań AZS | 5,6km                                                                                                 |      |
|                                            | Przekop Szczytnicki                 | lewy                                                  | Otwarte Muzeum Odry | 5,6km                                                                                                 |      |
| 0,25 przekopu (0,6)                        | Przekop Szczytnicki                 | n.d.                                                  | Śluza Szczytniki szerokość: 9,6m długość komory: 55,0m (49,88m ; 48m) spad:2,05m                                                                             | Śluza Szczytniki szerokość: 9,6m długość komory: 55,0m (49,88m ; 48m) spad:2,05m                      |      |
| 0.675                                      | Przekop Szczytnicki                 | prawy                                                 | Przystań Policji Wodnej | 5,7km                                                                                                 |      |
|                                            | Przekop Szczytnicki                 | prawy                                                 | ujście do Starej Odry | 5,7km                                                                                                 |      |
| 0,450 Starej Odry                          | Stara Odra dł.: 7,2km               | prawy                                                 | Przystań Zwierzyniecka | 5,7km                                                                                                 |      |
| 1,0 Starej Odry (0,500 )                   | Stara Odra dł.: 7,2km               | n.d.                                                  | Most Zwierzyniecki nr rej.: A/1646/334/Wm z 15.10.1976 r. przęsło żeglowne: 39m prześwit przy NPP: 5,02m przy NWŻ: 3,39m                                     | 5,7km                                                                                                 |      |
| 1,7 Starej Odry (1,200 )                   | Stara Odra dł.: 7,2km               | n.d.                                                  | Most Szczytnicki} przęsło żeglowne: 18m prześwit przy NPP: 4,98m przy NWŻ: 3,70m                                                                             | 5,7km                                                                                                 |      |
|                                            | Stara Odra dł.: 7,2km               | prawy                                                 | ujście Czarnej Wody | 5,7km                                                                                                 |      |
| 3,2                                        | Stara Odra dł.: 7,2km               | lewy                                                  | bifurkacja: Kanał Miejski | 5,7km                                                                                                 |      |
| 3,3 szlaku m. (3,9)                        | Kanał Miejski                       | n.d.                                                  | Brama Przeciwpowodziowa Most Burzowy nr rej.: A/5863 z 8.03.2013 r. przęsło żeglowne: 10m prześwit przy NPP: 4,34m przy NWŻ: 3,80m spad: 0m głębokość: 2,57m | 5,7km                                                                                                 |      |
| 3,795                                      | Kanał Miejski                       | n.d.                                                  | Most Warszawski przęsło żeglowne: b.d. prześwit przy NPP: b.d. przy NWŻ: 3,71                                                                                | 5,7km                                                                                                 |      |
| 3,800                                      | Kanał Miejski                       | n.d.                                                  | Most Warszawski przęsło żeglowne: 15m prześwit przy NPP: 4,27m przy NWŻ: 3,71m                                                                               | 5,7km                                                                                                 |      |
| 4,06                                       | Kanał Miejski                       | lewy                                                  | Nabrzeże Browaru Piastowskiego | 5,7km                                                                                                 |      |
| 4,100                                      | Kanał Miejski                       | n.d.                                                  | most kolejowy południowy(Kolejowy Oleśnicki) przęsło żeglowne: 18m prześwit przy NPP: 5,09m przy NWŻ: 4,53m                                                  | 5,7km                                                                                                 |      |
|                                            | Kanał Miejski                       | lewy                                                  | Nabrzeże przeładunkowe zboża | 5,7km                                                                                                 |      |
| 2,60 KM (4,50)                             | Kanał Miejski                       | lewy                                                  | Nabrzeże przeładunkowe kruszyw (Nabrzeże zakładów betonowych i żelbetowych)                                                                                  | 5,7km                                                                                                 |      |
|                                            | Kanał Miejski                       | lewy                                                  | dawana przystań białej floty | 5,7km                                                                                                 |      |
| 5,400                                      | Kanał Miejski                       | n.d.                                                  | Most Trzebnicki południowy nr rej.: A/1645/335/Wm z 15.10.1976 r. przęsło żeglowne: 17m (18m ) prześwit przy NPP: 4,17m przy NWŻ: 3,61m                      | 5,7km                                                                                                 |      |
|                                            | Kanał Miejski                       | prawy                                                 | przystań "Laz Pegaz" | 5,7km                                                                                                 |      |
| 6,000                                      | Kanał Miejski                       | n.d.                                                  | Most Osobowicki południowy nr rej.: A/1643/331/Wm z 15.10.1976 r. przęsło żeglowne: 18m prześwit przy NPP: 4,37m przy NWŻ: 3,81m (3,38 )                     | 5,7km                                                                                                 |      |
| 6,05                                       | Kanał Miejski                       | lewy                                                  | Nabrzeże przeładunkowe (Nabrzeże Przedsiębiorstwa Budownictwa Hydrotechnicznego "Odra 2")                                                                    | 5,7km                                                                                                 |      |
| 6,3                                        | Kanał Miejski                       | n.d.                                                  | Śluza Miejska nr rej.: A/5863 z 8.03.2013 r. szerokość: 9,6m długość komory: 55,8m (44,2m) spad:3,65m                                                        | Śluza Miejska nr rej.: A/5863 z 8.03.2013 r. szerokość: 9,6m długość komory: 55,8m (44,2m) spad:3,65m |      |
|                                            | Kanał Miejski                       | lewy                                                  | Przeładownia Elektrociepłowni Wrocław | 6,6km                                                                                                 |      |
| 6,4 255,8km Odry                           | Kanał Miejski                       | prawy                                                 | ujście do Starej Odry | 6,6km                                                                                                 |      |
| 13,10 szlaku bocznego 10,1 szlaku głównego | Stara Odra                          | prawy                                                 | ujście Kanału Różanka (szlak główny) koniec szlaku bocznego                                                                                                  | 6,6km                                                                                                 |      |
| Stara Odra, Odra                           |                                     |                                                       | | 6,6km                                                                                                 |      |
| Śluzy Rędzin                               |                                     |                                                       | | |      |